# Denier (eenheid)
Denier is een eenheid voor lineaire massa, gebruikt voor het meten van de fijnheid van garen of vezels. Het eenheidssymbool is Td.
Td = massa in g van 9000 m garen
1 Td = 1/9 × tex = 1/9 × 10−6 kg/m = 0,111 × 10−6 kg/m
Denier is geen SI-eenheid.